# Infiniti M
Pour l'Infiniti M Coupé et Cabriolet vendus de 1990 à 1992, voir Infiniti M Coupé & Cabriolet.
L'Infiniti M est une berline de luxe de la marque Infiniti commercialisée en 2002 pour remplacer les J30 des années 1990 et les I30. Plus grande que la G, elle était, en revanche, moins longue que l'ancien fleuron de la gamme, la Q45. Reprenant la carrosserie de la Nissan Gloria de 1999, elle n'a jamais connu le succès. Une deuxième mouture est venue la remplacer dès 2005. Son apparition en Europe s'est effectuée à l'automne 2010 avec l'arrivée de la troisième génération.

## M45: Première génération (2002 - 2005)
Cette première génération de M est en fait le clone de la Nissan Gloria née en 1999 au Japon. Sa carrière américaine fut des plus discrètes, tout comme celle de la Q45, située encore au-dessus d'elle dans la gamme : 4 755 M vendue aux États-Unis en 2003, sa première année pleine, et 2 440 exemplaires de Q45.  La diffusion de la M tombait à 2 090 unités dès l'année suivante, la M45 faisant encore un peu moins bien (1 972 ventes).

### Motorisation
Un seul bloc essence :
- M45 : V8 4.5 340 ch.

Ce moteur est couplé à une boîte auto à cinq rapports.

### Galerie photo

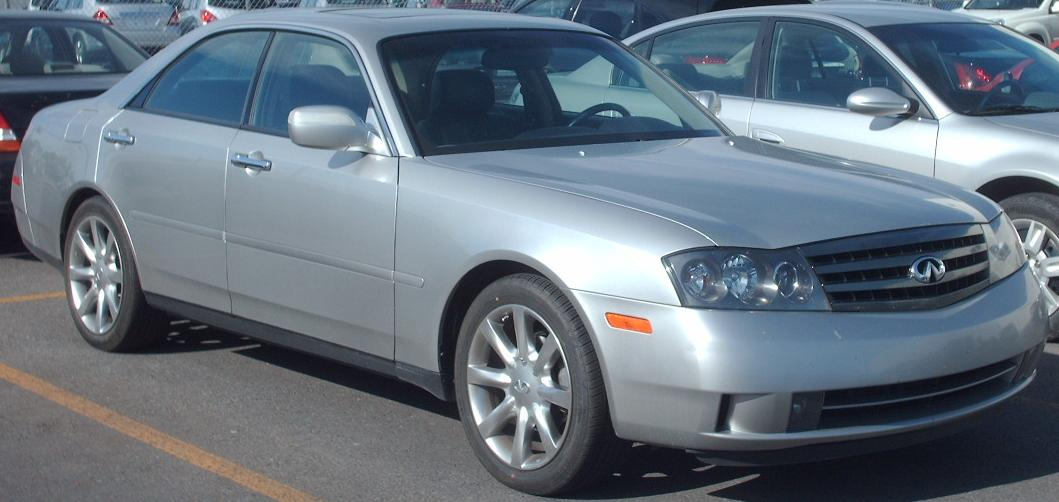
M 1re génération (M45)

## M35/45: Deuxième génération (2005 - 2010)

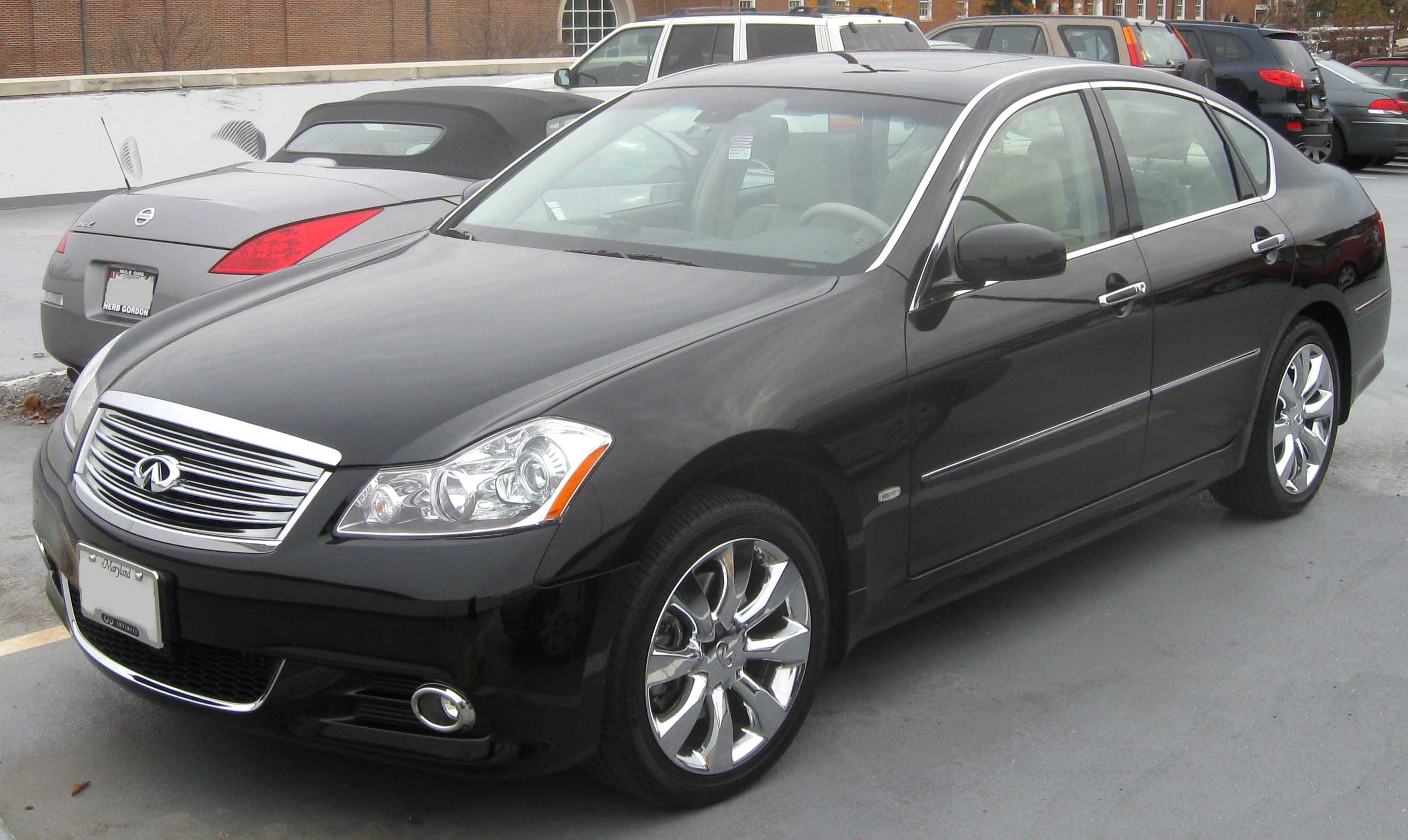
Infiniti M35X restylée

La M deuxième génération est apparue en 2005. Ce n'est plus le clone d'une Cedric mais d'une Fuga. Moins grande que la première génération (- 10 cm en longueur) et peut bénéficier d'un V6 (la M35) en plus du V8. Elle adopte un style bien en phase avec son époque qui sera très légèrement retouché lors du restylage intervenu en 2008. Lors de ce restylage, elle a vu sa taille s'allonger de quatre centimètres et a vu l'arrivée d'une transmission intégrale sur le V8 (la M45x) en plus du V6 (M35x) qui en bénéficiait déjà.

### Motorisations
Deux moteurs essence pour cette génération de M :
- M35 : V6 3.5 275 ch. (2005 - 2008) ;
- M35 : V6 3.5 303 ch. (2008 - 2010) ;
- M45 : V8 4.5 325 ch. (2005 - 2010).

Ces moteurs sont uniquement équipés de boîtes automatiques à cinq (M35x, M45 & M45x) ou sept (M35) rapports.

### Galerie photos

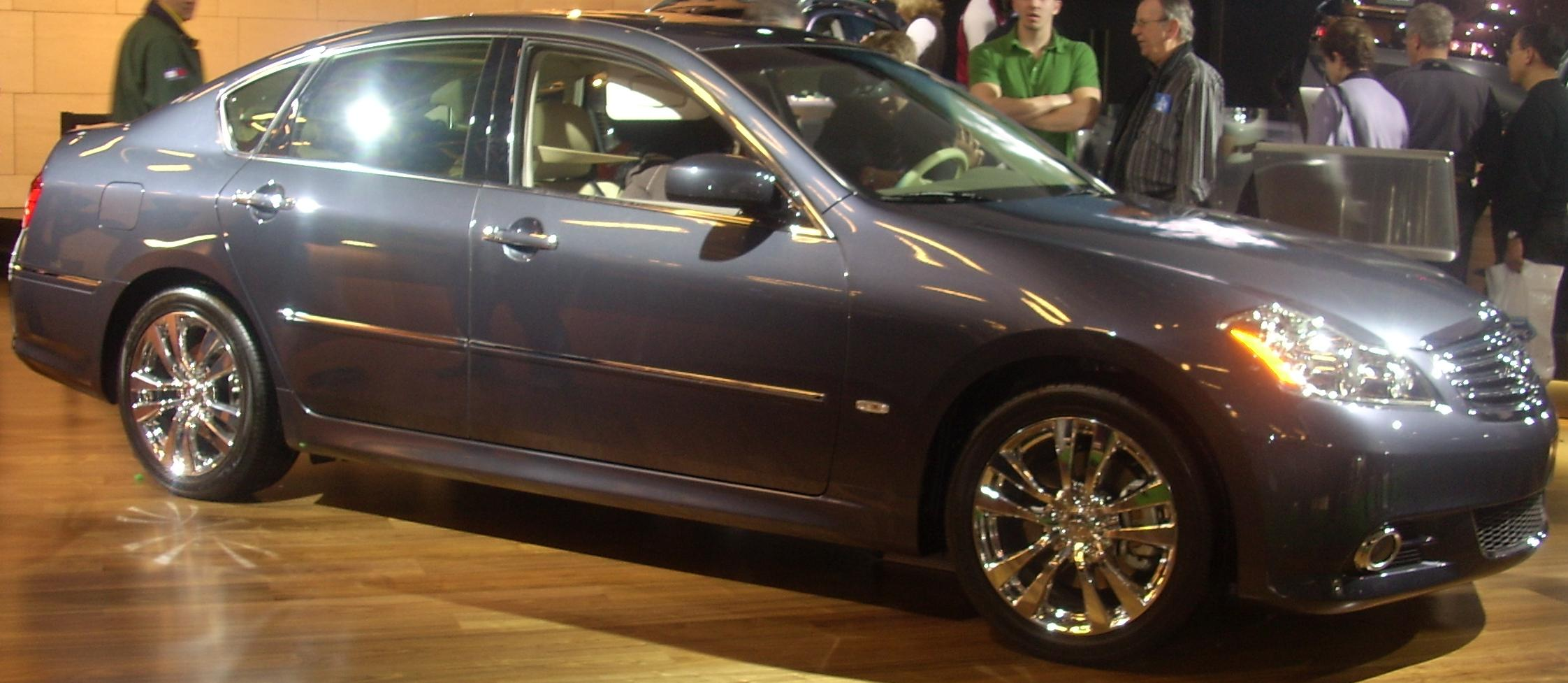
M 2e génération (M35/45)
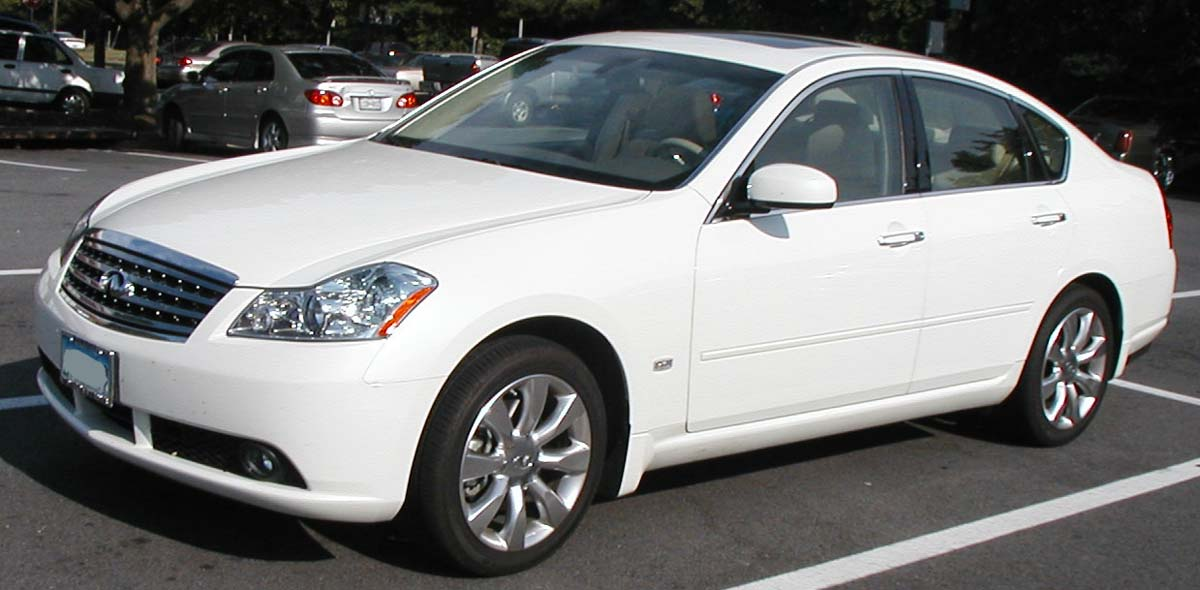
M 2e génération (M35/45)
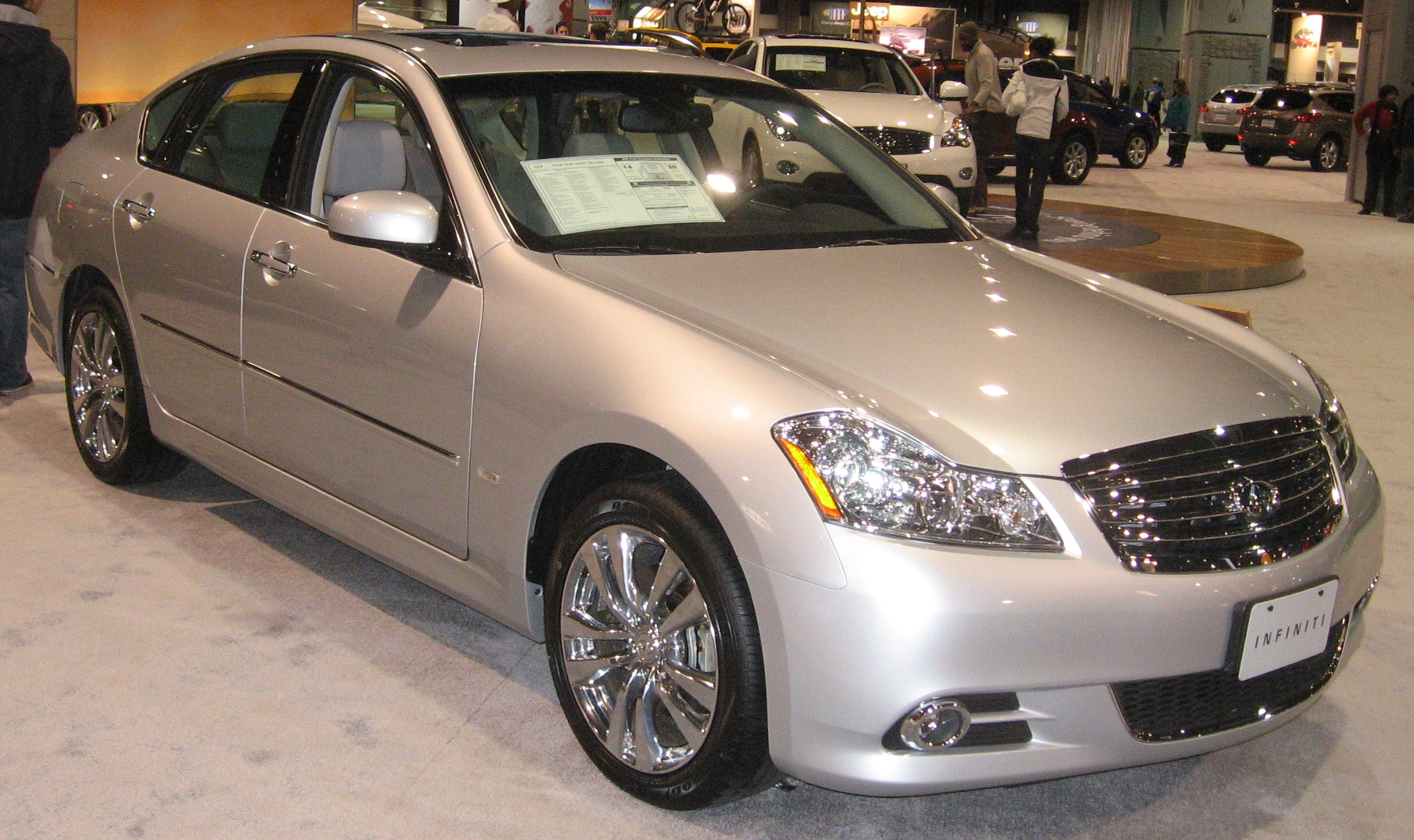
M 2e génération (M35/45)
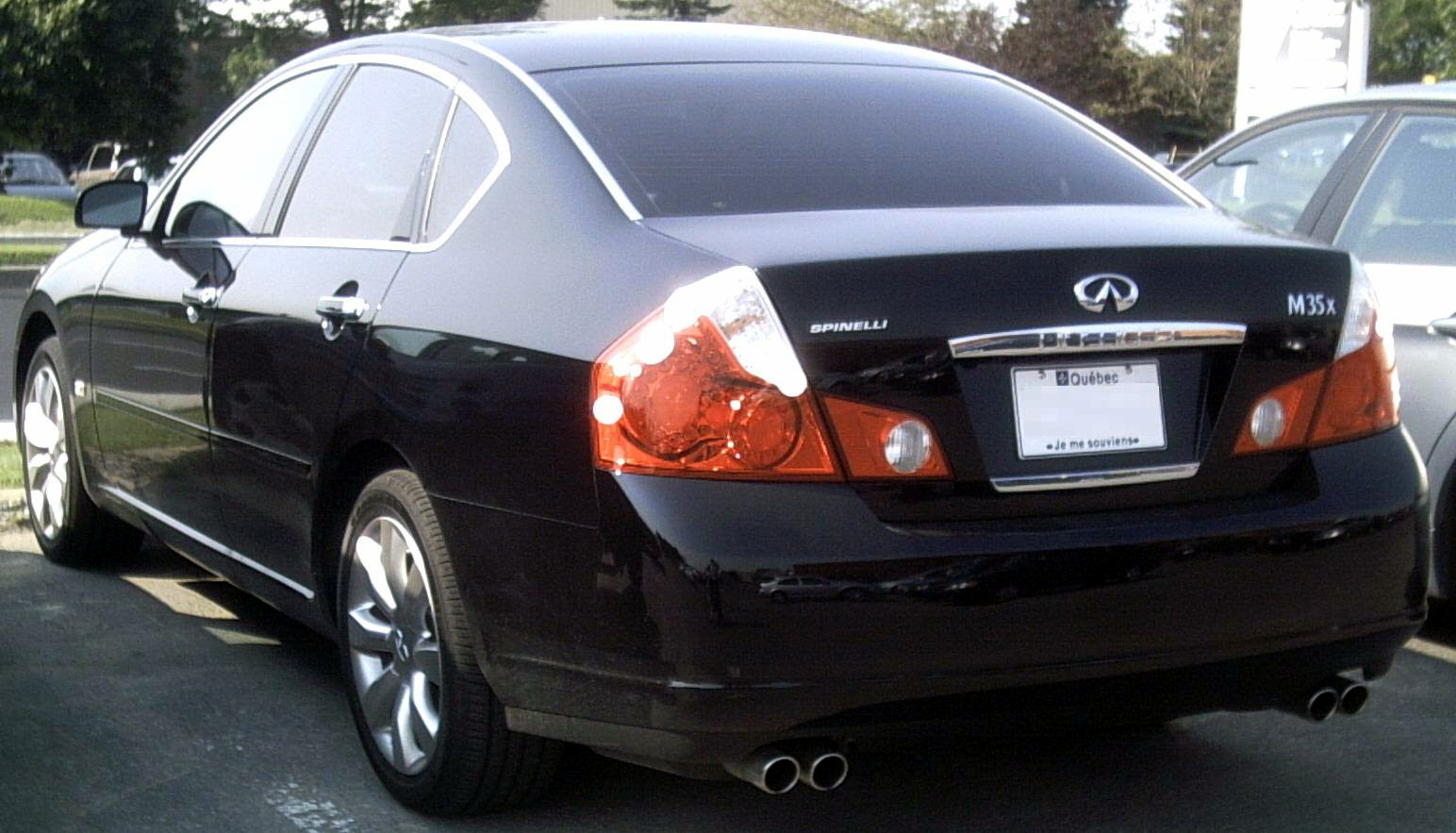
M 2e génération (M35/45)
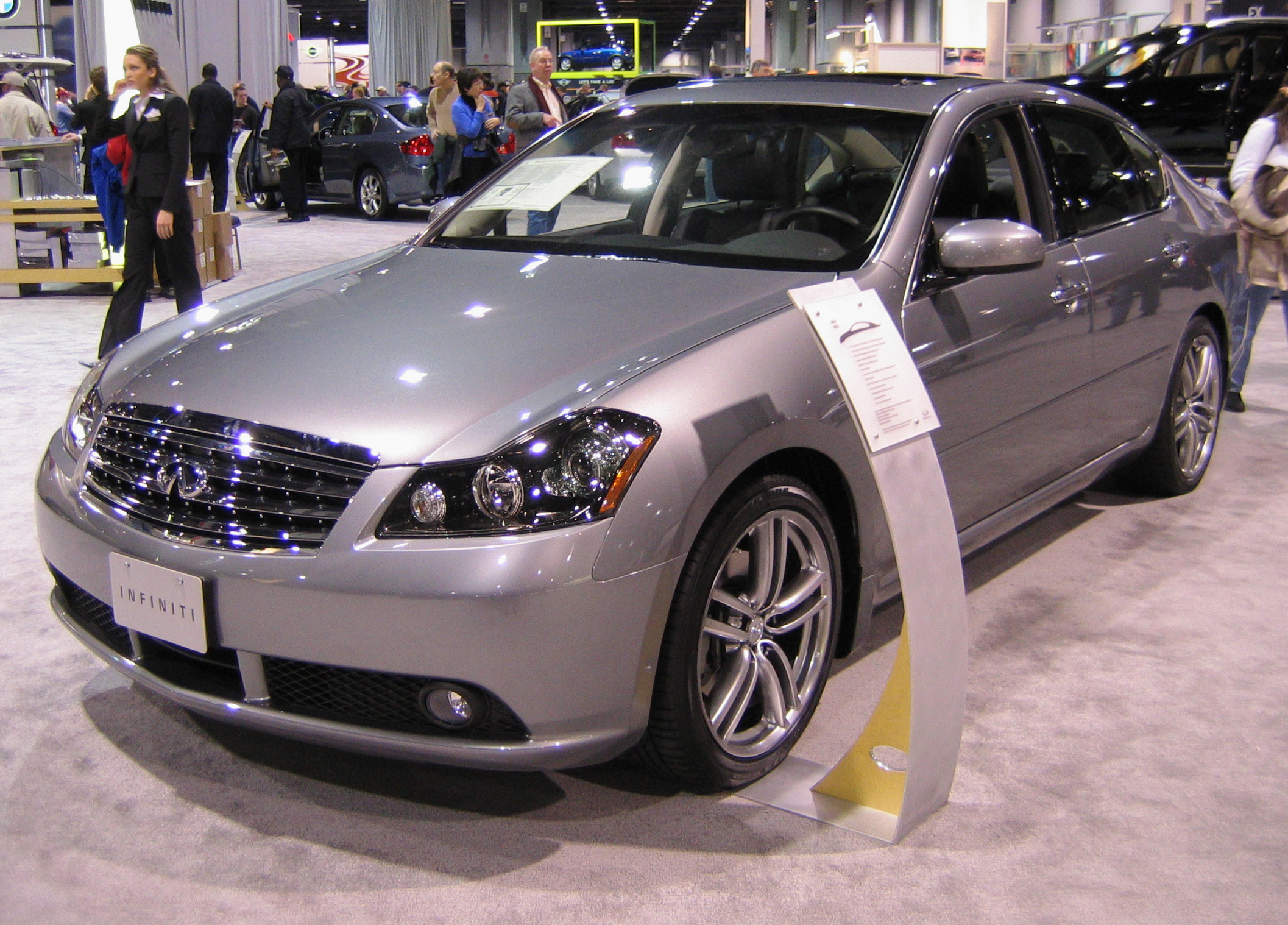
M 2e génération (M35/45)
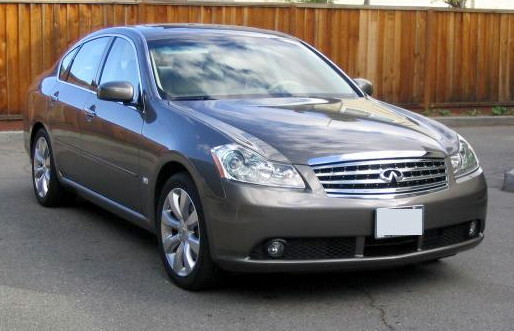
M 2e génération (M35/45)
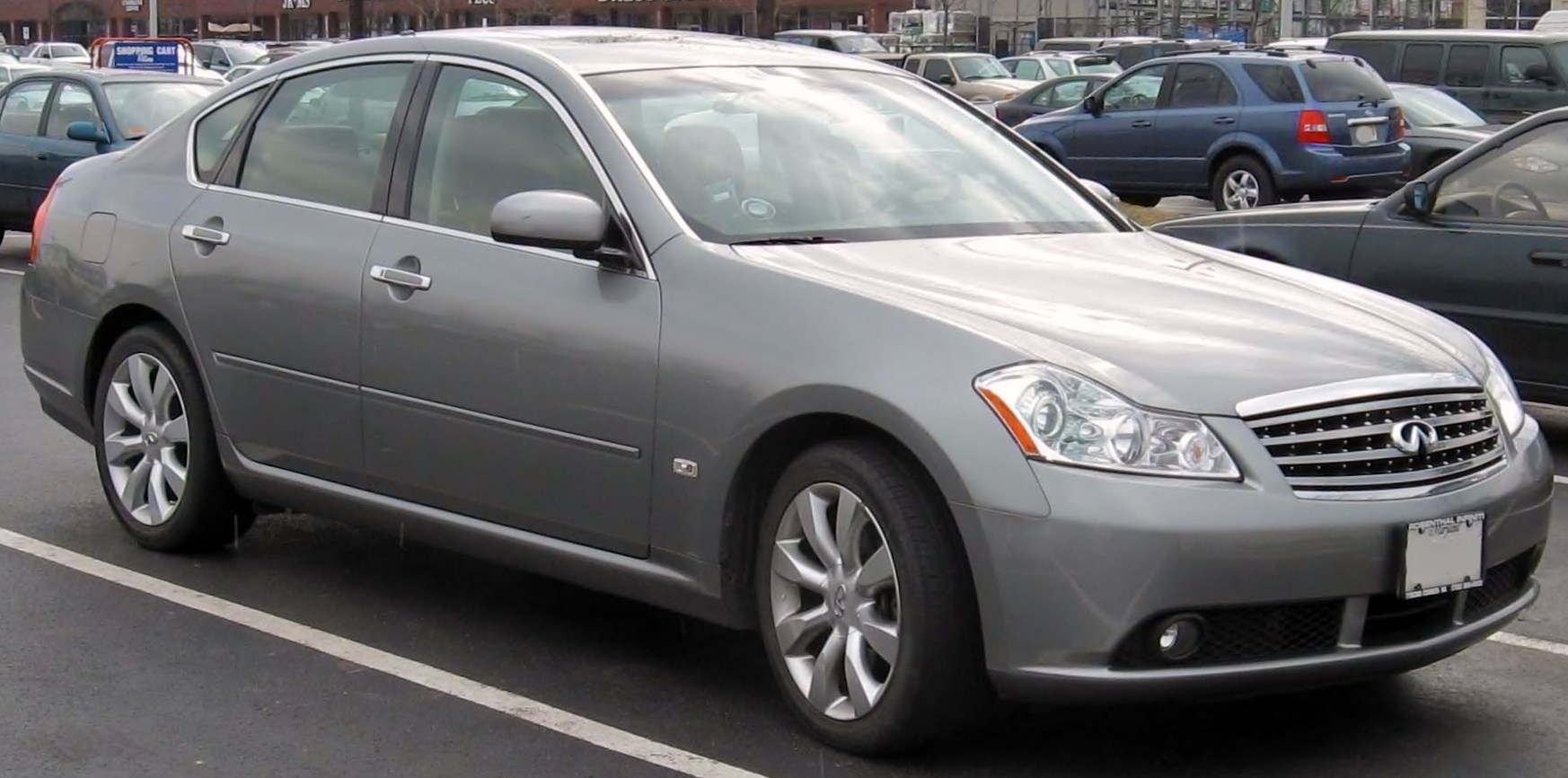
M 2e génération (M35/45)
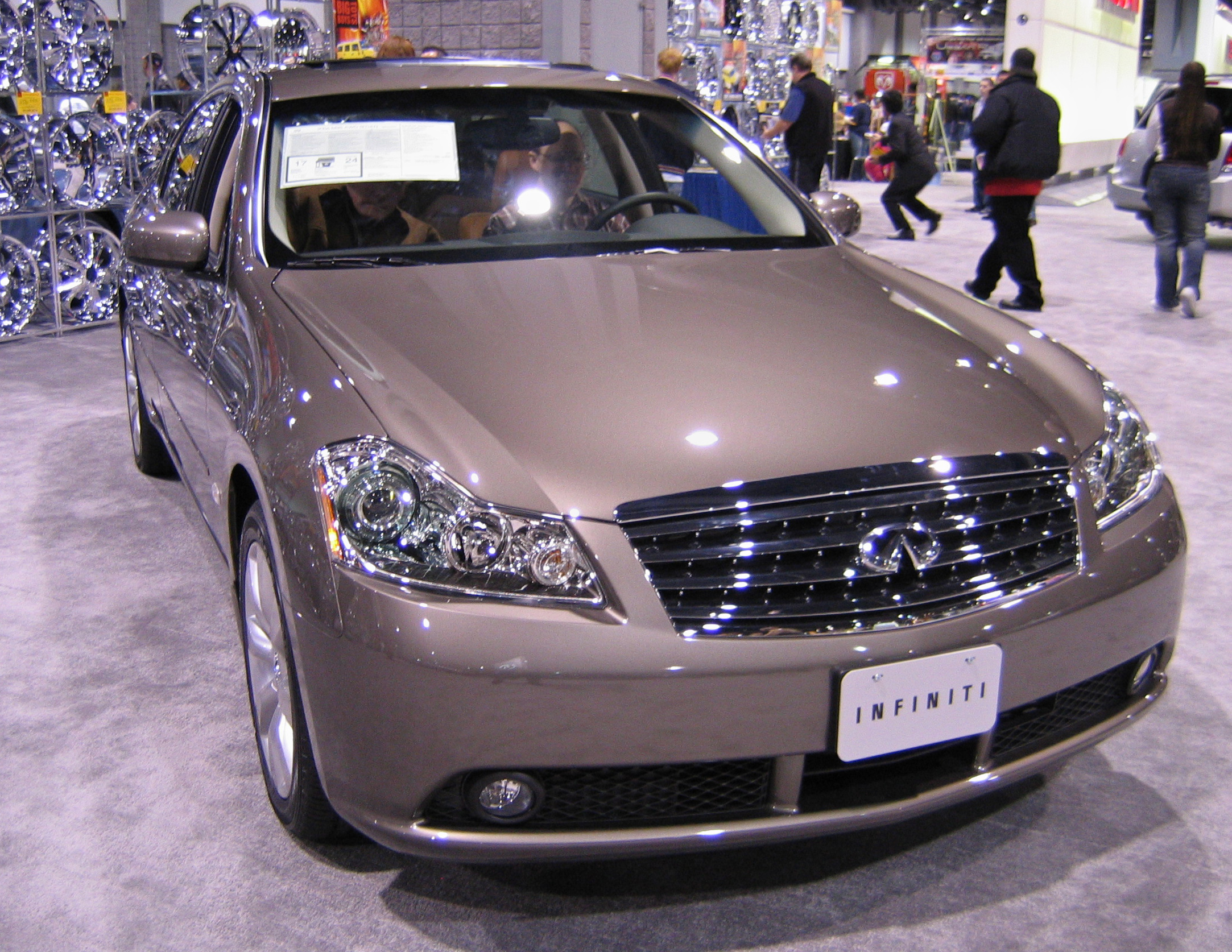
M 2e génération (M35/45)

## M37/56/30d/35 Hybrid: Troisième génération (2010-2014)
La troisième génération de la berline M a été dévoilé virtuellement en avant-première lors du concours d'élégance de Pebble Beach en août 2009 où Infiniti a diffusé une vidéo en 3D la représentant sans qu'aucun véhicule ne soit présent. Elle est présentée officiellement à la fin 2009 pour une commercialisation qui intervient au printemps 2010 en Amérique du Nord. La M troisième du nom est aussi vendue en Europe : le V6 3 litres qui équipe déjà la Renault Laguna III et bientôt les crossovers EX et FX d'Infiniti.
Son design reprend assez fidèlement celui du concept-car Essence présenté au Salon de Genève en mars 2008.
Une version hybride a été étudiée par Infiniti pour l'Europe.
Présentation de la nouvelle Infiniti M lors du Pebble Beach concours d'élégance sur icars.sg (en anglais).

### Motorisation
La nouvelle M est équipée de deux moteurs essence en Amérique du Nord :
- M37 : V6 3.7 330 ch ;
- M56 : V8 5.6 420 ch.

La nouvelle M est équipée de deux moteurs pour l'Europe :
- M37 : V6 3.7 330 ch ;
- M30d : V6 3.0 240 ch.

## Ventes

### États-Unis
| Année | Ventes USA | Diff.      |
| ----- | ---------- | ---------- |
| 2002  | 1 010      |            |
| 2003  | 4 755      | + 370,8 %  |
| 2004  | 2 090      | - 56 %     |
| 2005  | 24 000     | + 1048,3 % |
| 2006  | 25 658     | + 6,9 %    |
| 2007  | 21 884     | - 14,7 %   |
| 2008  | 15 618     | - 28,6 %   |
| 2009  | 8 501      | - 45,6 %   |
| 2010  | 14 618     | + 72 %     |
| Total | 118 134    |            |

### France[9]
| Année  | 2010 | 2011 | 2012 | Total |
| ------ | ---- | ---- | ---- | ----- |
| Ventes | 10   | 64   | 130  | 204   |